# Joel Barcelos
Joel Dias Barcellos, mais conhecido como Joel Barcelos (Vitória, 27 de novembro de 1936 – Rio das Ostras, 10 de novembro de 2018), foi um ator brasileiro, tendo atuado também como roteirista e diretor. Em alguns filmes, foi creditado como Joel Martins.
Foi um ator bastante atuante no Cinema novo, em especial na década de 1960. Recebeu o Candango de Melhor Ator do Festival de Brasília por sua atuação em Jardim de Guerra, em 1968. Também foi eleito 'Melhor Ator Coadjuvante' pelo mesma premiação ao atuar em Beijo 2348/72. Apesar de preferir o cinema, também fez papéis na televisão, principalmente em minisséries.

## Biografia

Gianfrancesco Guarnieri (imagem) foi o diretor da primeira peça de Joel, Eles Não Usam Black-Tie.

### Primeiros anos
Mudou-se aos três anos de idade para o Rio de Janeiro. Enquanto cursava a faculdade de Agronomia, na década de 1940, participava do Teatro Rural dos Estudantes. Estreou nos palcos em Eles Não Usam Black-Tie, de Gianfrancesco Guarnieri, no Teatro de Arena.

### Cinema
Sua primeira participação no cinema ocorreu em 1955, no filme Trabalhou Bem, Genival!. No início da década de 1960 viveu um trabalhador em Cinco Vezes Favela, dirigido por Leon Hirszman; além de integrar o elenco de Os Mendigos. Em 1964, esteve na pele de um vaqueiro em Os Fuzis, com direção de Ruy Guerra. No ano seguinte, atuou nos longas Mitt hem är Copacabana; A Falecida, como um funcionário da funerária, e O Desafio, de Paulo César Saraceni, como Carlos.
Em 1966 interpretou Inácio, em A Grande Cidade , e no ano seguinte encarnou como Paquera em Garota de Ipanema, dirigido por Cacá Diegues. Em 1968, esteve no elenco de Viagem ao Fim do Mundo, sendo eleito 'Melhor Ator Secundário' pelo Prêmio Governador do Estado, além das obras Copacabana Me Engana, como Macalé, e Jardim de Guerra, neste último venceu o prêmio Candango de Melhor Ator, pelo Festival de Brasília. Encerrou a década no papel de Miguel, em Tropici, fez participação especial como André, em Memória de Helena, e atuou como um delegado em Um Homem e Sua Jaula. Nessa mesma época, a ditadura militar brasileira o obrigou a exilar-se na Itália, de onde só retornaria em 1975.
No início da década de 1970 participou do filme Rua Descalça, além de dirigir e atuar em O Rei dos Milagres. Em 1973, encarnou no Visconde de Sabugosa, em O Pica-pau Amarelo, e foi Turíbio Todo em Sagarana, o Duelo. No ano seguinte, foi um brasileiro na obra francesa France société anonyme, de Alain Corneau; viveu João, em Ovelha Negra, uma Despedida de Solteiro e, posteriormente, integrou o elenco de Feminino Plural. Em 1977 participou de quatro longas: Paraíso no Inferno, como Brasa (também sendo diretor e roteirista), Anchieta, José do Brasil, como Cacique Tibiriçá, A Virgem da Colina, Parada 88, o Limite de Alerta, como Joaquim Porfírio. Concluiu o decênio como um conselheiro em Batalha dos Guararapes e sendo o malandro Antena, em A Agonia.
No início da década de 1980 atuou na pele do pescador em Crônica à Beira do Rio e fez parte da obra Corações a Mil. Em 1982 esteve em cartaz quatro vezes: fez participação especial em O Segredo da Múmia, atuou como Canário em Luz del Fuego, viveu Marciano em Rio Babilônia e integrou o elenco de Insônia. Dois anos depois, fez parte da equipe de Amenic - Entre o Discurso e a Prática. Em 1987, viveu Mitavaí em Exu-Piá, Coração de Macunaíma, participou do filme Fronteira das Almas e, no ano seguinte, fez aparição em Presença de Marisa. Encerrou a década atuando em Sonhei com Você e Jardim de Alah, nesta última interpretando Danilo.
Na década de 1990 destacou-se fazendo participação especial em Beijo 2348/72, sendo eleito 'Melhor Ator Coadjuvante' no Festival de Brasília. Além disso, também foi protagonista de Olhos de Vampa, como Vampa e esteve no elenco de O Homem Nu. Seu último trabalho no cinema foi em 2012, nos longas Rua Aperana, 52 e A Dama do Estácio.
Posteriormente seria reconhecido por especialistas em crítica como um dos atores mais importantes do Cinema novo, ou seja, um movimento da área brasileira que destaca a igualdade social e intelectual e que tornou-se proeminente no país durante as décadas de 1960 e 1970.

### Televisão
Joel era muito mais atuante no cinema, não gostando de televisão, Mesmo assim, aceitou convite para participar da telenovela Estúpido Cupido, de Mário Prata, mas não aguentou o ritmo das gravações. Só aceitaria novo convite para novelas em 1993, desta vez para o remake que a TV Globo fez de Mulheres de Areia, de Ivani Ribeiro. Apesar disso, atuou em algumas minisséries, como na adaptação para a TV de O Pagador de Promessas, onde faz o personagem Caveiras, como o Terto Cachorro em Tereza Batista, de 1992, o Roque de Memorial de Maria Moura, em 1994, e Aprígio, em Engraçadinha: Seus Amores e Seus Pecados, de 1995.

## Vida pessoal
Em 16 de dezembro de 2012, o ator passou mal após após um mergulho em Rio das Ostras. O jornal Extra chegou a noticiar um suposto acidente vascular cerebral (AVC), que o teria levado à morte, que foi desmentida no dia seguinte, apesar do AVC ter sido real. Ele logo se recuperou.
Em 2018 morreu em Rio das Ostras, no estado do Rio de Janeiro. No entanto, o motivo de sua morte não foi divulgado. Ele foi enterrado no Cemitério Nossa Senhora Aparecida, também em Rio das Ostras.

## Filmografia

### No Cinema
| Ano  | Título                                    | Personagem               | Notas          |
| ---- | ----------------------------------------- | ------------------------ | -------------- |
| 2012 | Rua Aperana, 52                           | Ele mesmo                | Documentário   |
| 2012 | A Dama do Estácio                         | Funcionário da funerária | Curta-metragem |
| 1997 | O Homem Nu                                | Pastor Evangélico        | [ 48 ] [ 64 ]  |
| 1996 | Olhos de Vampa                            | Vampa                    | [ 47 ]         |
| 1990 | Beijo 2348/72                             | Arquivista               | [ 46 ]         |
| 1989 | Sonhei com Você                           | Capanga                  | [ 44 ]         |
| 1989 | Jardim de Alah                            | Danilo                   | [ 45 ] [ 65 ]  |
| 1988 | Presença de Marisa                        | Bruno                    | [ 43 ]         |
| 1987 | Exu-Piá, Coração de Macunaíma             | Mitavaí                  | [ 41 ]         |
| 1987 | Fronteira das Almas                       | —                        | [ 42 ]         |
| 1984 | Amenic - Entre o Discurso e a Prática     | —                        | [ 40 ]         |
| 1982 | O Segredo da Múmia                        | Colecionador             | [ 36 ]         |
| 1982 | Luz del Fuego                             | Canário                  | [ 37 ] [ 64 ]  |
| 1982 | Rio Babilônia                             | Marciano                 | [ 38 ] [ 64 ]  |
| 1982 | Insônia                                   | —                        | [ 39 ]         |
| 1981 | Corações a Mil                            | Cientista e Investigador | [ 35 ]         |
| 1980 | Crônica à Beira do Rio                    | Pescador                 | [ 34 ]         |
| 1978 | Agonia                                    | Antena                   | [ 33 ]         |
| 1978 | A Batalha dos Guararapes                  | Conselheiro              | [ 32 ]         |
| 1977 | Paraíso no Inferno (roteirista e diretor) | Brasa                    | [ 28 ] [ 56 ]  |
| 1977 | Anchieta, José do Brasil                  | Cacique Tibiriçá         | [ 29 ] [ 66 ]  |
| 1977 | A Virgem da Colina                        | —                        | [ 30 ]         |
| 1977 | Parada 88 - O Limite de Alerta            | Joaquim Porfírio         | [ 31 ]         |
| 1976 | Feminino Plural                           | —                        | [ 27 ]         |
| 1974 | France société anonyme                    | o brasileiro             | [ 25 ]         |
| 1974 | Ovelha Negra, uma Despedida de Solteiro   | João                     | [ 26 ]         |
| 1973 | O Pica-pau Amarelo                        | Visconde de Sabugosa     | [ 23 ]         |
| 1973 | Sagarana, o Duelo                         | Turíbio Todo             | [ 24 ]         |
| 1971 | O Rei dos Milagres (diretor)              | Pescador                 | [ 22 ] [ 56 ]  |
| 1971 | Rua Descalça                              | —                        | [ 21 ]         |
| 1970 | Jardim de Guerra                          | —                        | [ 16 ] [ 67 ]  |
| 1969 | Tropici                                   | Miguel                   | [ 17 ]         |
| 1969 | Memória de Helena                         | André                    | [ 18 ]         |
| 1969 | Um Homem e Sua Jaula                      | Delegado                 | [ 19 ]         |
| 1968 | Viagem ao Fim do Mundo                    | —                        | [ 14 ]         |
| 1968 | Copacabana Me Engana                      | Macalé                   | [ 15 ] [ 67 ]  |
| 1967 | Garota de Ipanema                         | Paquera                  | [ 13 ]         |
| 1966 | A Grande Cidade                           | Inácio Loiola            | [ 12 ] [ 67 ]  |
| 1965 | Mitt hem är Copacabana                    | —                        | [ 9 ]          |
| 1965 | A Falecida                                | Funcionário da funerário | [ 10 ] [ 67 ]  |
| 1965 | O Desafio                                 | Carlos                   | [ 11 ] [ 67 ]  |
| 1964 | Os Fuzis                                  | Vaqueiro                 | [ 8 ] [ 67 ]   |
| 1962 | Cinco Vezes Favela                        | Trabalhador              | [ 67 ]         |
| 1962 | Os Mendigos                               | —                        | [ 7 ]          |
| 1955 | Trabalhou Bem, Genival                    | —                        | [ 6 ]          |

### Na televisão
| Ano  | Título                                   | Personagem     | Notas                       |
| ---- | ---------------------------------------- | -------------- | --------------------------- |
| 1972 | Caso Especial                            | Americano      |                             |
| 1975 | Caso Especial                            | —              |                             |
| 1979 | Carga Pesada                             | Zé Cajueiro    | Episódio: "O Arrocho"       |
| 1988 | Caso Especial                            | Fundão         | Episódio: "O Matador"       |
| 1988 | O Pagador de Promessas                   | Matador        | [ 59 ]                      |
| 1992 | Tereza Batista                           | Terto Cachorro | [ 59 ]                      |
| 1993 | Mulheres de Areia                        | Chico Belo     | [ 59 ]                      |
| 1993 | Você Decide                              | —              | Episódio: "Anjos Marginais" |
| 1994 | Memorial de Maria Moura                  | Roque          | [ 59 ]                      |
| 1995 | Engraçadinha: Seus Amores e Seus Pecados | Aprígio        | [ 59 ]                      |
| 1997 | A Justiceira                             | Sequestrador   | Episódio: "Viver por Viver" |
| 2000 | Linha Direta                             | —              |                             |

## Prêmios e indicações
Festival de Brasília (1968)
- Vencedor (troféu Candango) de melhor ator por sua atuação em Jardim de Guerra.[68][69]